# PSFK Černomorec Burgas

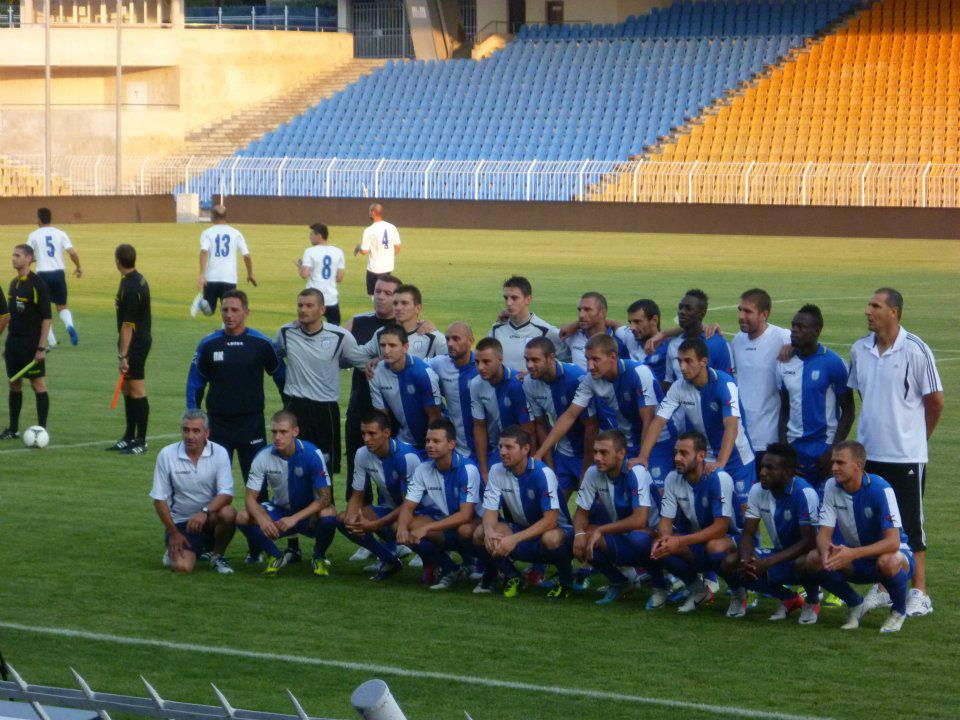
Sestava v sezoně 2012/13

PSFK Černomorec Burgas (bulharsky Професионален спортен футболен клуб Черноморец Бургас, profesionální sportovní fotbalový klub Černomorec Burgas) je bulharský fotbalový klub sídlící v přímořském městě Burgas. Byl založen v roce 2005. Hřištěm klubu je stadion Lazur s kapacitou cca 18 000 diváků. Klubové barvy jsou modrá a bílá. V klubovém emblému je fotbalový míč, lodní kotva a žralok.
V sezóně 2014/15 hraje bulharskou druhou ligu (B Grupa).